# Список президентов Индонезии
Список президентов Индонезии включает лиц, являвшихся главой государства Индонезии с момента провозглашения независимости страны от Нидерландской колониальной империи в 1945 году.
В настоящее время главой государства и правительства является Президент Республики Индонезия (индон. Presiden Republik Indonesia). Согласно действующей редакции конституции, начиная с состоявшихся в 2004 году выборов, президент избирается всенародным голосованием на 5 лет с правом однократного переизбрания. В случае вакантности поста обязанности президента исполняет вице-президент Индонезии.
Использованная в первом столбце таблиц нумерация является условной; также условным является использование в первом столбце цветовой заливки, служащей для упрощения восприятия принадлежности лиц к различным политическим силам без необходимости обращения к столбцу, отражающему партийную принадлежность. Наряду с партийной принадлежностью, в столбце «Партия» также отражён беспартийный статус персоналий. В столбце «Выборы» отражены состоявшиеся выборные процедуры или иные основания получения полномочий. Для удобства список разделён на принятые в историографии периоды истории страны. Приведённые в преамбулах к каждому из разделов описания этих периодов призваны пояснить особенности её политической жизни.

## Война за независимость (1945—1950)

### Республика Индонезия (1945—1950)
Колониальное владение Нидерландов, Ост-Индия, с началом Второй мировой войны оказалось в сфере влияния Японской империи, захватившей регион в 1942 году и установившей оккупационный режим. В 1943 году японцы разрешили создание двух политических организаций: Центра народных сил («Путера») и Добровольческой армии защитников Отечества («Пета») с индонезийцами на руководящих должностях. На Яве, Суматре и Сулавеси происходили стихийные крестьянские восстания; были созданы подпольные организации, ведущую роль в которых играли левые националисты и коммунисты. В марте 1945 года, в условиях назревавшего военного поражения, японцы пошли на уступки в вопросе о суверенитете Индонезии и разрешили создание Комитета по изучению вопроса о независимости. В июне на заседании Комитета лидер национального движения Сукарно в программной речи «Рождение Панчасила» сформулировал пять принципов независимости страны: национализм, интернационализм, демократия, социальная справедливость, веротерпимая религиозность. Они стали основой для объединения всех патриотических сил Индонезии. 7 августа Комитет был преобразован в Комиссию по подготовке независимости, которую возглавил Сукарно. 17 августа после капитуляции Японии он выступил с Декларацией независимости. На следующий день была принята конституция, провозглашавшая страну унитарной Республикой Индонезия (индон. Republik Indonesia) во главе с президентом, которым был избран Сукарно.
Провозглашённое в одностороннем порядке государство не было признано метрополией — Нидерландами. Началась война за независимость: в сентябре 1945 года на островах высадились нидерландско-британские войска. В январе 1946 года правительство страны было вынуждено переехать из Джакарты в Джокьякарту, ставшую временной столицей Индонезии. В стране развернулось мощное антиколониальное движение, но в то же время обострились противоречия между различными политическими группировками. В 1948 году на Восточной Яве войска, находившиеся под влиянием коммунистов, выступили против правительства Сукарно. Антиколониальная война завершилась подписанием в Гааге в ноябре 1949 года соглашения о признании Нидерландами суверенитета федеративных Соединённых Штатов Индонезии (СШИ), в которые в качестве штата вошла Республика Индонезия. В мае 1950 года было достигнуто соглашение, в соответствии с которым 17 августа СШИ распускались, а власть передана руководству Республики Индонезия, вновь ставшей унитарным государством.
Курсивом и серым цветом выделены даты начала и окончания полномочий лиц, временно замещавших президента Сукарно, находившегося в заключении и впоследствии занимавшего иную государственную должность, что исключало возможность одновременного пребывания на посту президента автономной Индонезии и федеративных Соединённых Штатов Индонезии.
|        | Портрет | Имя (годы жизни)                                                                            | Полномочия      | Полномочия      | Партия                                        | Выборы      | Пр.         |
| Начало | Портрет | Имя (годы жизни)                                                                            | Окончание       |                 | Партия                                        | Выборы      | Пр.         |
| ------ | ------- | ------------------------------------------------------------------------------------------- | --------------- | --------------- | --------------------------------------------- | ----------- | ----------- |
| 1 (I)  |         | Сукарно (1901—1970) индон. Soekarno (урожд. Кусно Сосродихарджо индон. Kusno Sosrodihardjo) | 18 августа 1945 | 17 августа 1950 | беспартийный                                  | 1945        | [ 3 ] [ 4 ] |
| и. о.  |         | Шафруддин Правиранегара (1911—1989) индон. Syafruddin Prawiranegara                         | 22 декабря 1948 | 13 июля 1949    | Консультативный совет индонезийских мусульман | [ комм. 2 ] | [ 5 ]       |
| и. о.  |         | Ассаат Датук Мудо (1904—1976) индон. Assaat Datuk Mudo                                      | 27 декабря 1949 | 17 августа 1950 | беспартийный                                  | [ комм. 4 ] | [ 6 ]       |

### Республика Соединённые Штаты Индонезии (1949—1950)
Война за независимость Индонезии была завершена в ноябре 1949 года подписанием в Гааге соглашения о признании Нидерландами суверенитета федеративного государства — Республики Соединённые Штаты Индонезии (индон. Republik Indonesia Serikat; СШИ), в которую в соответствии с конституцией, вступившей в силу 27 декабря, в качестве штата (индон. Negara) вошла Республика Индонезия. В мае 1950 года было достигнуто соглашение между РИ и СШИ, после чего 17 августа вступила в силу Временная конституция, согласно которой СШИ распускались, а власть была передана руководству Республики Индонезия, вновь ставшей унитарным государством, но с парламентской формой правления.
|        | Портрет | Имя (годы жизни)                                                                            | Полномочия      | Полномочия      | Партия       | Пр.         |
| Начало | Портрет | Имя (годы жизни)                                                                            | Окончание       |                 | Партия       | Пр.         |
| ------ | ------- | ------------------------------------------------------------------------------------------- | --------------- | --------------- | ------------ | ----------- |
|        |         | Сукарно (1901—1970) индон. Soekarno (урожд. Кусно Сосродихарджо индон. Kusno Sosrodihardjo) | 27 декабря 1949 | 17 августа 1950 | беспартийный | [ 3 ] [ 4 ] |

## Республика Индонезия (с 1950)
В мае 1950 года было достигнуто соглашение между штатом Республикой Индонезия и Соединёнными Штатами Индонезии о создании унитарного государства, после чего 17 августа вступила в силу Временная конституция, согласно которой СШИ распускались, а власть была передана руководству Республики Индонезия (индон. Republik Indonesia), ставшей парламентской республикой. В 1959 году страна вернулась к конституции 1945 года, предусматривавшей наделение президента широкими полномочиями.
|               | Портрет         | Имя (годы жизни)                                                                                                | Полномочия      | Полномочия                  | Партия                                       | Выборы       | Пр.           |
| Начало        | Портрет         | Имя (годы жизни)                                                                                                | Окончание       |                             | Партия                                       | Выборы       | Пр.           |
| ------------- | --------------- | --- | --------------- | --------------------------- | -------------------------------------------- | ------------ | ------------- |
| 1 (I—II)      |                 | Сукарно (1901—1970) индон. Soekarno (урожд. Кусно Сосродихарджо индон. Kusno Sosrodihardjo)                     | 17 августа 1950 | 18 мая 1963                 | беспартийный                                 | (1945)       | [ 3 ] [ 4 ]   |
| 1 (I—II)      | 18 мая 1963     | Сукарно (1901—1970) индон. Soekarno (урожд. Кусно Сосродихарджо индон. Kusno Sosrodihardjo)                     | 12 марта 1967   | 1963                        | беспартийный                                 |              | [ 3 ] [ 4 ]   |
| и. о.         |                 | Сухарто (1921—2008) индон. Soeharto                                                                             | 12 марта 1967   | 27 марта 1968               | военный                                      | [ комм. 8 ]  | [ 9 ] [ 10 ]  |
| 2 (I—VII)     | 27 марта 1968   | Сухарто (1921—2008) индон. Soeharto                                                                             | 23 марта 1973   | 1968                        | военный                                      |              | [ 9 ] [ 10 ]  |
|               | 23 марта 1973   | Сухарто (1921—2008) индон. Soeharto                                                                             | 23 марта 1978   | Партия функциональных групп | 1973                                         |              | [ 9 ] [ 10 ]  |
| 23 марта 1978 | 11 марта 1983   | Сухарто (1921—2008) индон. Soeharto                                                                             | 1978            | Партия функциональных групп |                                              |              | [ 9 ] [ 10 ]  |
| 11 марта 1983 | 11 марта 1988   | Сухарто (1921—2008) индон. Soeharto                                                                             | 1983            | Партия функциональных групп |                                              |              | [ 9 ] [ 10 ]  |
| 11 марта 1988 | 11 марта 1993   | Сухарто (1921—2008) индон. Soeharto                                                                             | 1988            | Партия функциональных групп |                                              |              | [ 9 ] [ 10 ]  |
| 11 марта 1993 | 11 марта 1998   | Сухарто (1921—2008) индон. Soeharto                                                                             | 1993            | Партия функциональных групп |                                              |              | [ 9 ] [ 10 ]  |
| 11 марта 1998 | 21 мая 1998     | Сухарто (1921—2008) индон. Soeharto                                                                             | 1998            | Партия функциональных групп |                                              |              | [ 9 ] [ 10 ]  |
| 3             |                 | Бухаруддин Юсуф Хабиби (1936—2019) индон. Bacharuddin Jusuf Habibie                                             | 21 мая 1998     | Партия функциональных групп | 20 октября 1999                              | [ комм. 10 ] | [ 11 ] [ 12 ] |
| 4             |                 | Абдуррахман Вахид (1940—2009) индон. Abdurrahman Wahid (урожд. Абдуррахман Аддахил индон. Abdurrahman Addakhil) | 20 октября 1999 | 23 июля 2001                | Партия национального пробуждения             | 1999         | [ 13 ] [ 14 ] |
| 5             |                 | Диа Пермата Мегавати Сетиавати Сукарнопутри (1947—) индон. Diah Permata Megawati Setiawati Soekarnoputri        | 23 июля 2001    | 20 октября 2004             | Демократическая партия Индонезии — борющаяся | [ комм. 12 ] | [ 15 ] [ 16 ] |
| 6 (I—II)      |                 | Сусило Бамбанг Юдойоно (1949—) индон. Susilo Bambang Yudhoyono                                                  | 20 октября 2004 | 20 октября 2009             | Демократическая партия                       | 2004         | [ 17 ] [ 18 ] |
| 6 (I—II)      | 20 октября 2009 | Сусило Бамбанг Юдойоно (1949—) индон. Susilo Bambang Yudhoyono                                                  | 20 октября 2014 | 2009                        | Демократическая партия                       |              | [ 17 ] [ 18 ] |
| 7 (I—II)      |                 | Джоко Видодо (1961—) индон. Joko Widodo                                                                         | 20 октября 2014 | 20 октября 2019             | Демократическая партия Индонезии — борющаяся | 2014         | [ 19 ] [ 20 ] |
| 7 (I—II)      | 20 октября 2019 | Джоко Видодо (1961—) индон. Joko Widodo                                                                         | 20 октября 2024 | 2019                        | Демократическая партия Индонезии — борющаяся |              | [ 19 ] [ 20 ] |
| 8             |                 | Прабово Субианто Джойохадикусумо (1951—) индон. Prabowo Subianto Joyohadikusumo                                 | 20 октября 2024 | действующий                 | Движение за великую Индонезию                | 2024         | [ 21 ] [ 22 ] |